# ポンチョ

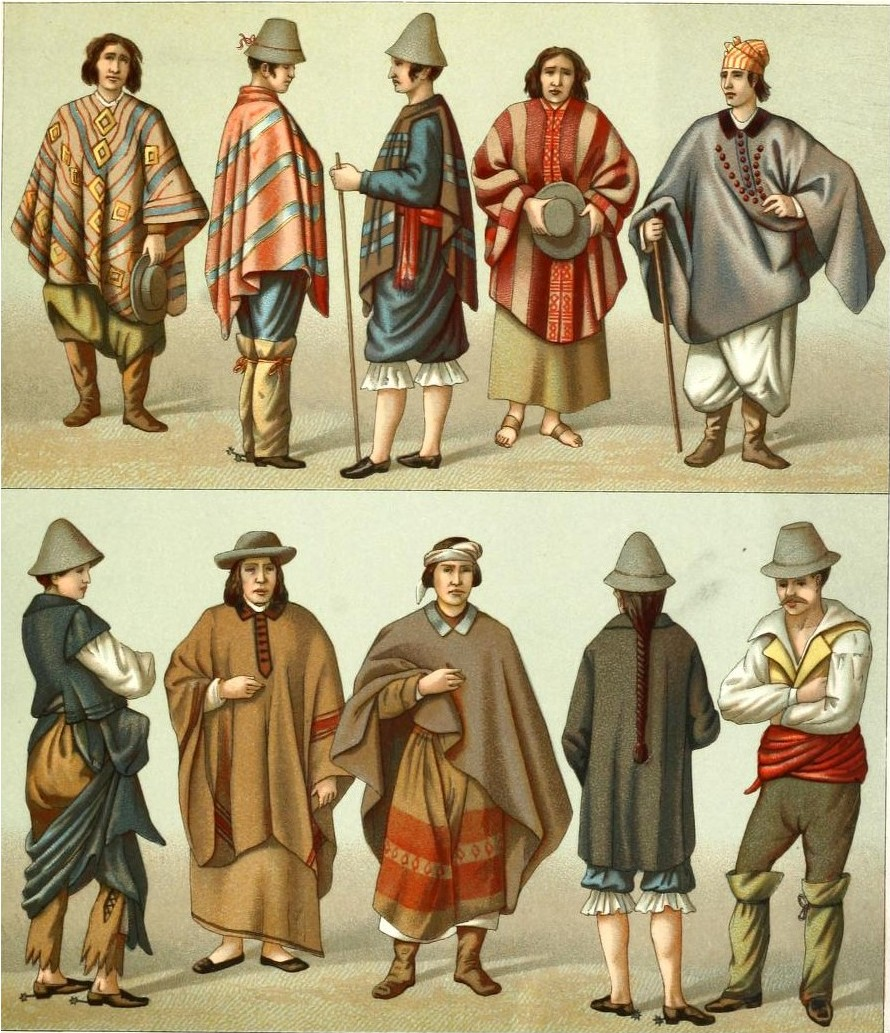
南米伝統衣装としてのポンチョなど(1878-1888年の石版画)

ポンチョ (スペイン語: Poncho) は、主に中南米で着用されている衣類、外套。四角形(又は円形)の布の真ん中に穴があいていて、そこに首を通し、かぶって着用する。

## 概要

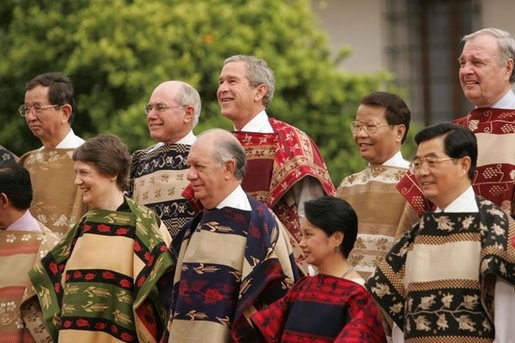
ポンチョを着用する各国首脳（APEC2004当時）

ポンチョは、貫頭衣（布地に頭の通る穴を空けただけの簡素な衣類の形式）やダルマティカ（→洋裁）に類される衣類だが、主に通常の着衣の上から防寒・防風のために着用される。このため、撥水性・断熱性に優れる毛織物で作られる。アンデス文明の頃から利用されているが、後述するように雨具として現代の素材で作られた製品もみられ、またそういった現代の製品では用途に合わせて工夫が凝らされているものも少なくない。
衣服としての構造は簡単なものではあるが、肩から上半身にかけての保温の便は良く、男女の別なく着用される。布地の大きさは横約3.6m・縦約2.4m程で、頭の通る穴は中央に空いている。これを羽織ると丁度腰の位置までが覆われる格好となり、地面に座り込んだ状態では折り曲げた足を覆う。
元々はアローカニア人（チリ南部地方の先住民族）の民族服で、スペイン人が現地に住み着くようになるまでは、野生のリャマの皮革を色とりどりに染めて使っていた。彼らはこれを「キオニ」と呼び寝具としても使っていたため、スペイン人たちは当初、これをテーブルクロスの一種だと考えていた。
後に毛織物が主流となっていくが、このキオニを原型とするポンチョを作るのは女性の仕事とされ、野生のリャマやカモシカの毛を、実に2年もかけて密に織っていったものが高く評価されている。これらは最も好まれる色としてトルコブルーに染め上げられたり、植物染料によって黄色・緑・赤などで色彩される。図柄は単純な帯模様か簡単な絵模様が使われる。かつてはこの下にシャツなどは着ず、長袖の肌着の上にそのまま着用していた。
近代よりは、ガウチョなどに戸外で働く者の作業着（外套）などとしても広く利用されており、現代でも南米地域を中心に一般的に用いられているほか、世界の広い地域でアウトドアウェア、あるいは簡易雨具や防寒着などの形で利用されている。

## 雨具

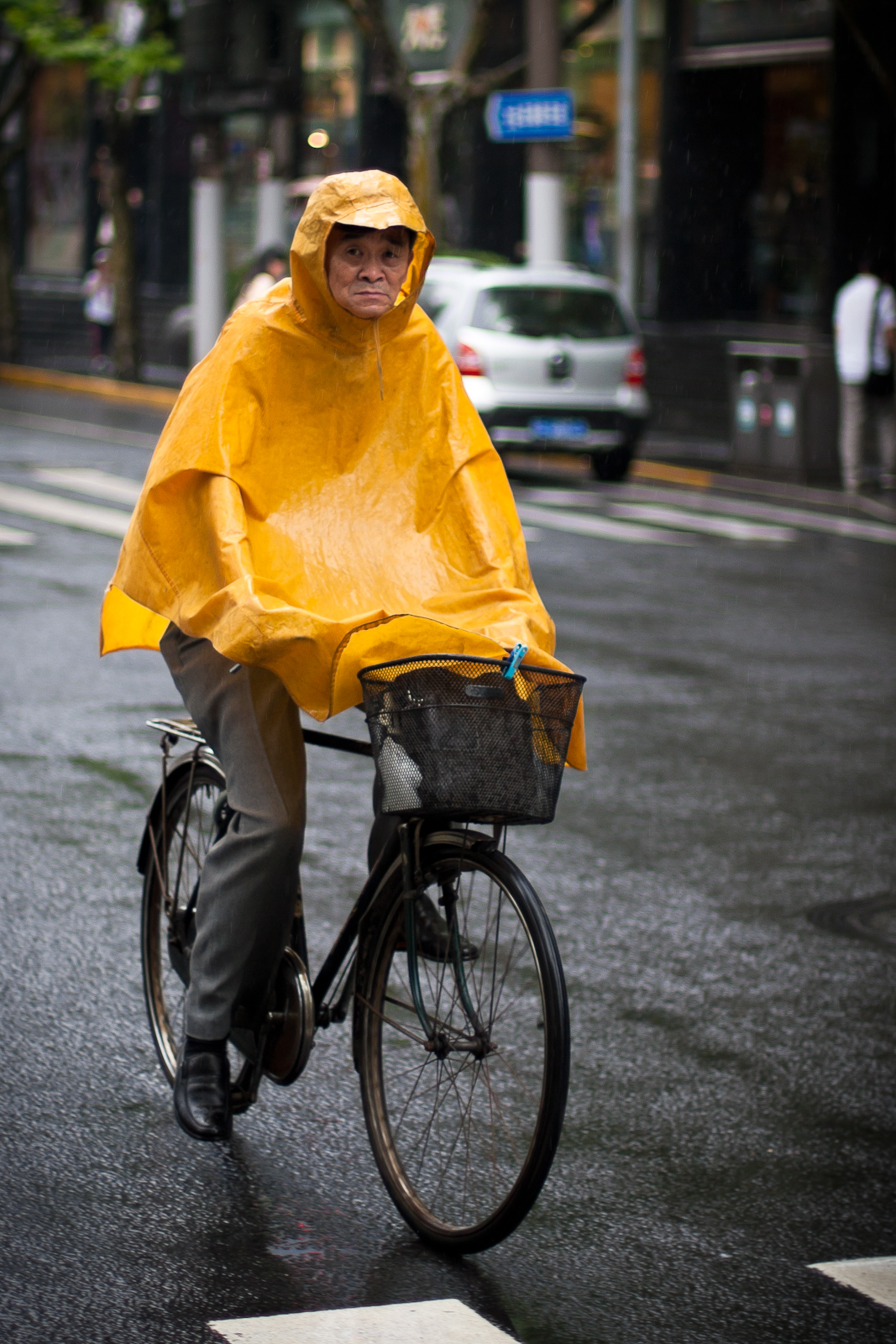
携帯性が良く不意の降雨に対応しやすい簡易雨具としてのポンチョ

雨具としてのポンチョは、前述の皮革ないし毛織物としてのそれとは異なり、綿や化学繊維の布にゴムなどで防水性を持たせたもの、より簡易にはビニールなど合成樹脂のフィルムで出来たものが一般に利用されており、頭を覆うフードが付いている。これらは簡単な構造ゆえに単価も安く製造できるため安価であり、折り畳めば場所をとらず、必要であれば広げて速やかに着用でき、また緩やかに体を覆うため、背負ったり抱えたりした荷物ごと着込むことで荷物を濡らさなくてすむなどの利便性が見られる。緩やかに覆うという性質から、手足にまとわり付いて行動が制限されることが少ない点も利点といえる。
反面、レインコート一般に比べると腕や足は覆わないためどうしても濡れがちで、こと何らかの作業を行ったり自転車や徒歩で移動する場合には、胴体以外は濡れてしまいやすい。ただ、そのぶん通気性が良いために蒸れ難いなどの利点にもなるほか、低体温症予防の観点では頭や胴体の体温低下を防げればよいため、理にかなっているといえる。しばしば濡れやすい足を濡れないようにするために、レインコートのズボンを併用することも行われる。
なお、これらの特徴から1850年代より南北戦争の時代にゴム引きなどで防水性を持たせた木綿製の軍用ポンチョ（ミリタリーポンチョとも）が利用されるようになり、後に近代的な歩兵の標準的な装備として利用されている。特に現用のものでは、軽く薄い、大判ながら折り畳めば小さなポーチに収まる合成繊維製のものも利用されている。アメリカ軍用のポンチョには専用のキルティングライナーを重ねることができ、毛布や寝袋の代用としても使うことができる。こうした軍用ポンチョは雨具としてだけではなく、休憩するときや遭難して救助を待つなどする場合に、簡易テントとしてシェルターを作るためにも利用される。着衣であるから広げても面積は狭く、1枚では人間一人がどうにか直接的な降雨・降雪・直射日光を防ぐことくらいしか出来ないが、こういった自然環境からのダメージを幾らかでも軽減できれば、その歩兵の生存可能性を押し上げることにもつながる（→サバイバル）。複数の軍用ポンチョをボタンやひもで結合して、複数名が入ることのできる簡易テントを構築することも可能である。また死体袋、棒と組み合わせて担架、また装具などをくるんで浮き具として応用されたり、放射性降下物や有害な飛沫が直接衣服に付着することを防ぐ簡易防護服として利用できる。

## ギャラリー

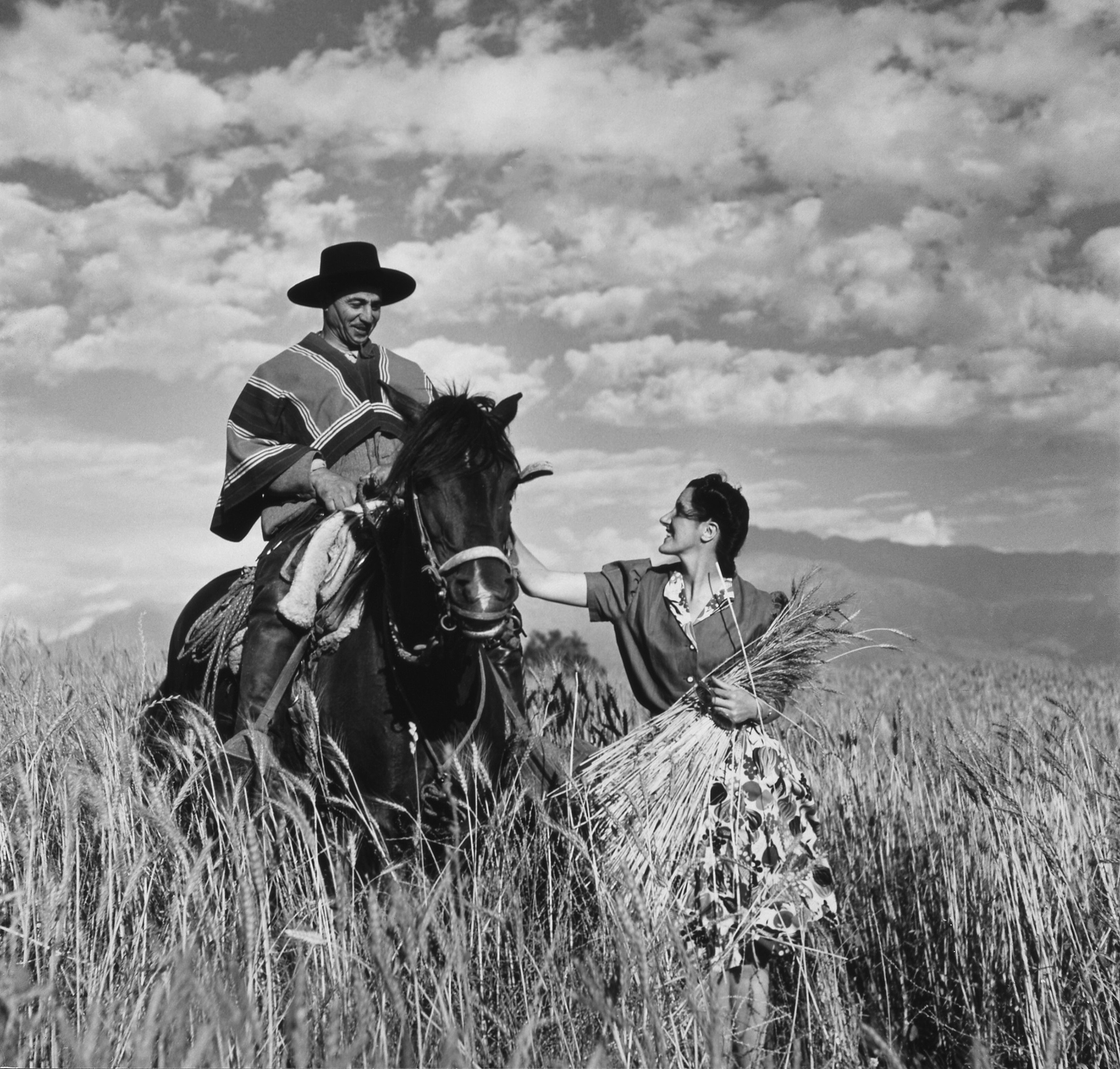
ポンチョをまとったガウチョ（1940年代)
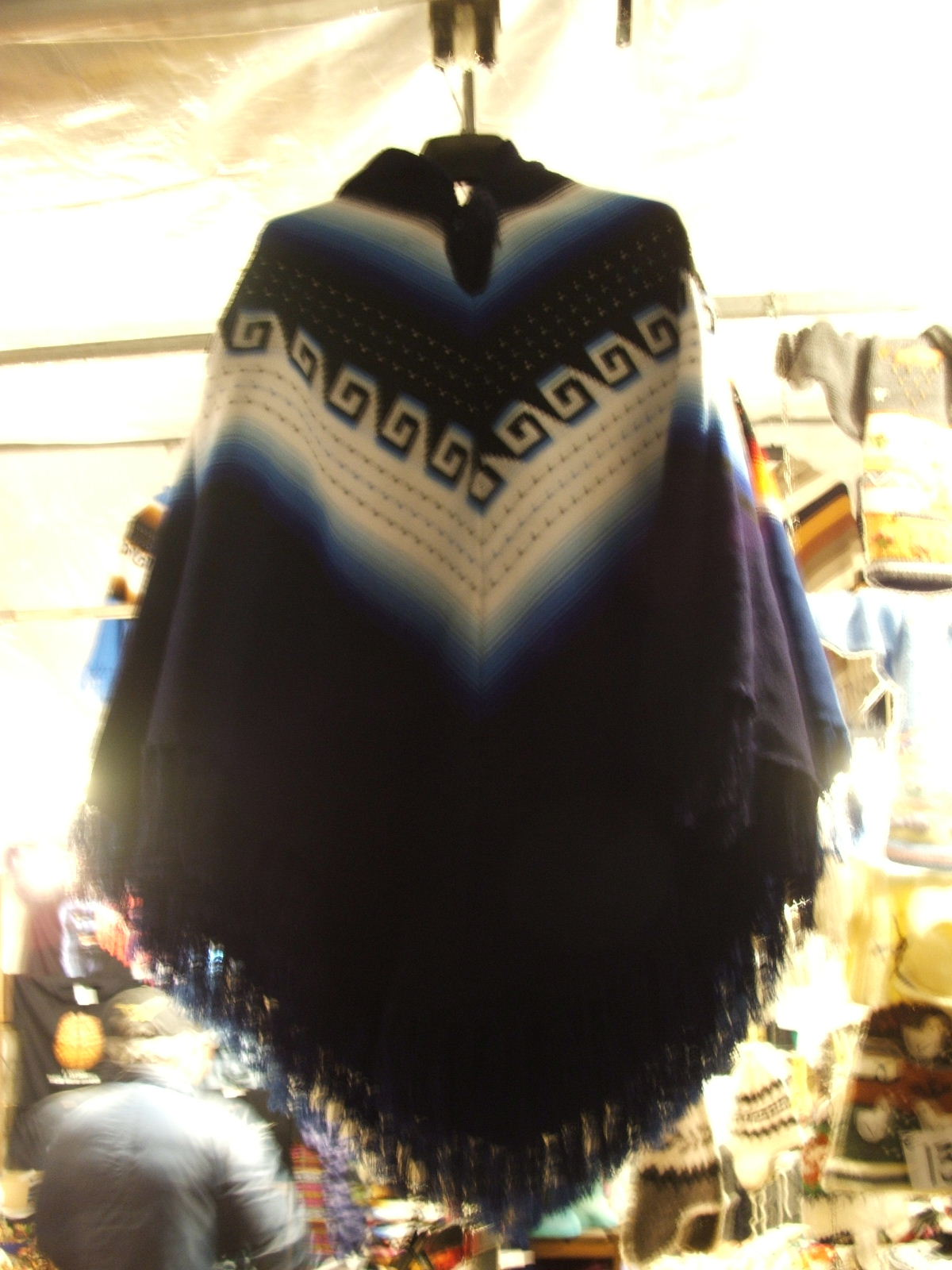
中南米で着用されているポンチョ
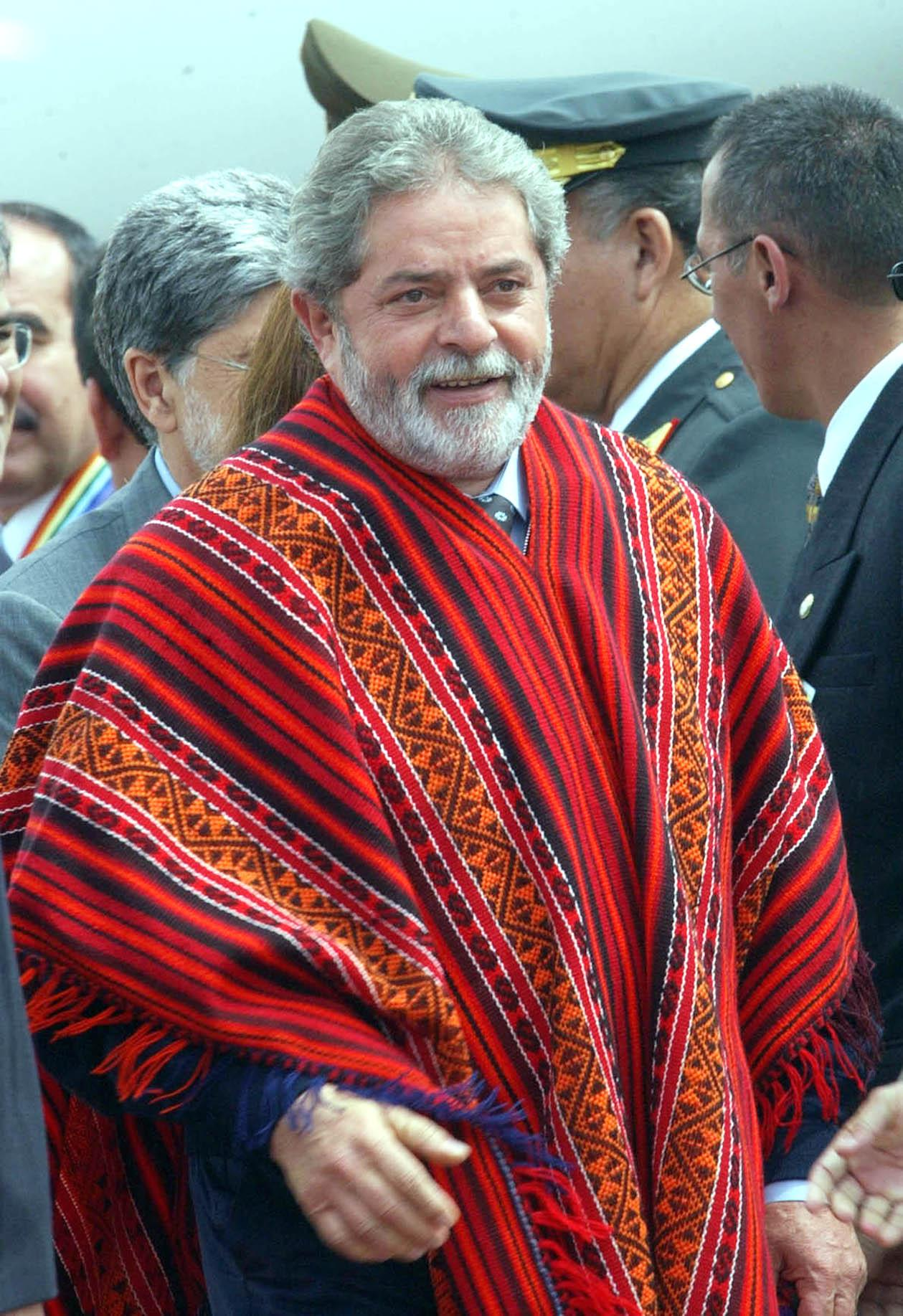
ポンチョを着用する、ルイス・イナシオ・ルーラ・ダ・シルヴァ
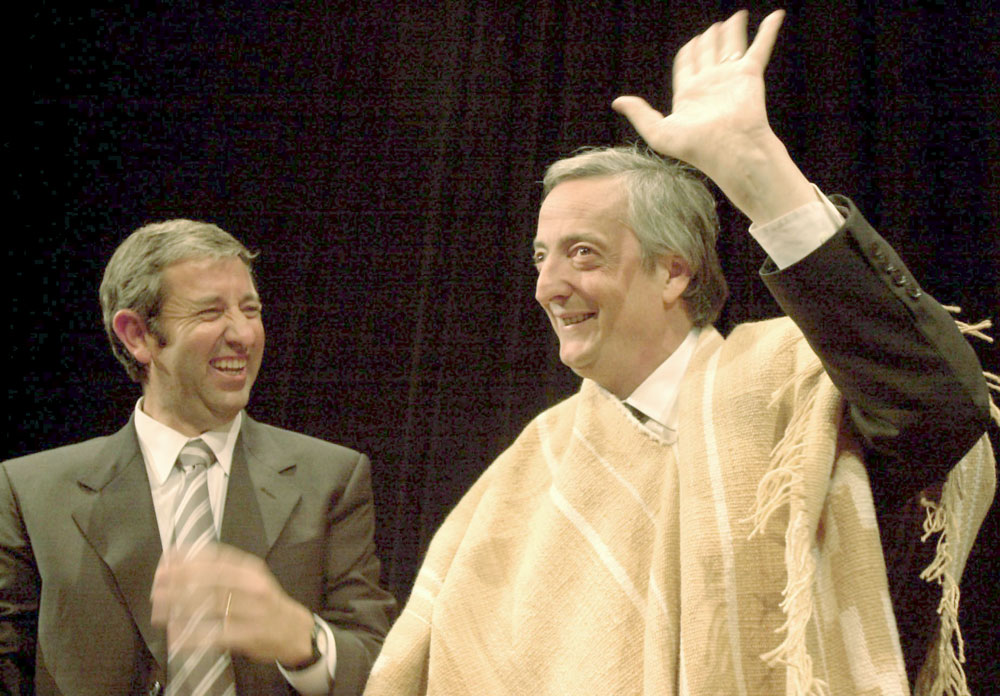
ポンチョを着用する、ネストル・キルチネル
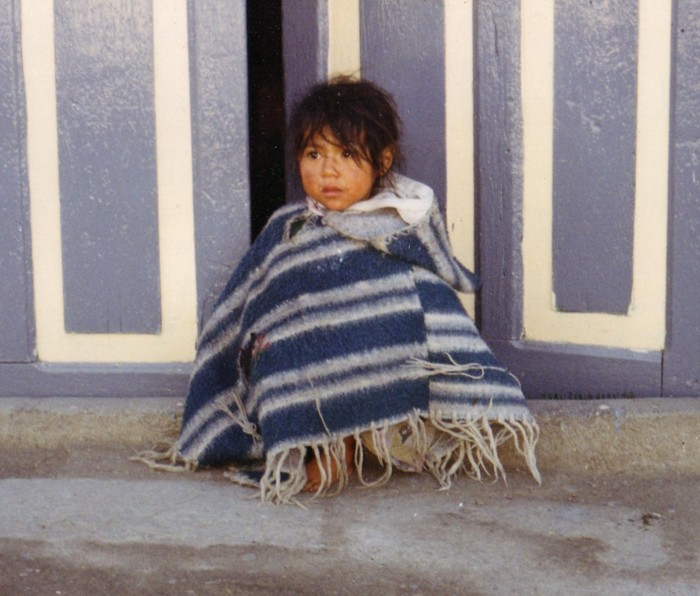
ポンチョを着用する子供

## 参考資料
- 南米の民族衣装関連
  - 『世界の服飾・続民族衣装』（マール社・ISBN 4837307051）